# حسين الديك
حسين الديك (1984 -)، مغني سوري. ولد في منطقة رأس البسيط  في محافظة اللاذقية.

## حياته
بدأت مسيرته الفنية في سوريا، بطقوقته الفردية الأولى «ناطر بنت المدرسة». شقيقه هو الفنان علي الديك وشقيقه التوأم عازف الاورغ حسن الديك، الذي هو مدير أعماله. 
في رصيده أكثر من 25 أغنية، منها 10 أغاني مصورة على طريقة الفيديو كليب، وكان له جولات فنية في العديد من المهرجانات العربية، منها الفحيص" في الأردن و"قرطاج" في تونس و"موازين" في المغرب وغيرها، عدا غنائه في معظم الدول العربية إن كان في سوريا ولبنان والإمارات، إضافة إلى جولات أجنبية في الولايات المتحدة الأميركية وأوروبا.
من أغنياته المنفردة المعروفة: «بنت المدرسة، لما بضمك ع صديري، غيرك ما بختار، شفتو صدفة، خليكي حدي، بشكر الله، خليني ببالك، ليش حبيتك، هالحلوة، مسكته بإيده، أخذ عقلي، مريومة ، راح وليفي». كما تعاون مع المخرجة هيفا الفقيه في فيديو كليب أغنية «أنا الملك» 

## أعماله
| اسم الاغنية        |
| ------------------ |
| بنت المدرسة        |
| لما بضمك على صديري |
| غيرك مابختار       |
| شفتو صدفة          |
| خليكي حدي          |
| بشكر الله          |
| ندمانة             |
| خليني ببالك        |
| ليش حبيتك          |
| هالحلوة            |
| مسكته بإيده        |
| بونجور             |
| أخد عقلي           |
| تحت الدوالي        |
| مريومة             |
| أول ماودعتيني      |
| الله محي الجيش     |
| رمضان الخير        |
| بحبا               |
| دق طبول            |
| راح وليفي          |
| سعدة               |
| مرت قربي           |
| ياعيبو             |
| تلفنتلك            |

## أغاني مصورة
| فيديو كليب         |
| ------------------ |
| غيرك مابختار       |
| خليني ببالك 2014   |
| لما بضمك على صديري |
| بنت المدرسة        |
| ياعيبو             |
| دق طبول            |
| مريومة             |
| سعدة               |
| هاالحلوة           |
| تلفنتلك            |

محلاكي

## أغانيه
| رقم | اسم الأغنية      | الشاعر     | الملحن           | توزيع        | ستديو       | إخراج            |
| --- | ---------------- | ---------- | ---------------- | ------------ | ----------- | ---------------- |
| 1   | خليكي حدي        | زياد جديد  | حسن الديك        | عمار جورية   |             |                  |
| 2   | خليني ببالك      | حياة اسبر  | فضل سليمان       | فادي جيجي    |             | أحمد المنجد      |
| 3   | غيرك مابختار     | رياض العلي | طلال الداعور     | طلال الداعور |             |                  |
| 4   | شفتو صدفة        | رياض العلي | طلال الداعور     | طلال الداعور | عامر منصور  |                  |
| 5   | الدنيا صغيرة     | رياض العلي | طلال الداعور     | طلال الداعور | جوزيف مصلح  | عامر زهير الجابي |
| 6   | ناطر بنت المدرسة | أحمد شحادة | ثائر وماهر العلي | عمار جورجيه  | ماهر العلي  | مؤيد عصام الأطرش |
| 7   | راح وليفي        | حسن الديك  | حسن الديك        | ريبال الهادي | مؤيد الأطرش |                  |